# Vertrag von Lausanne

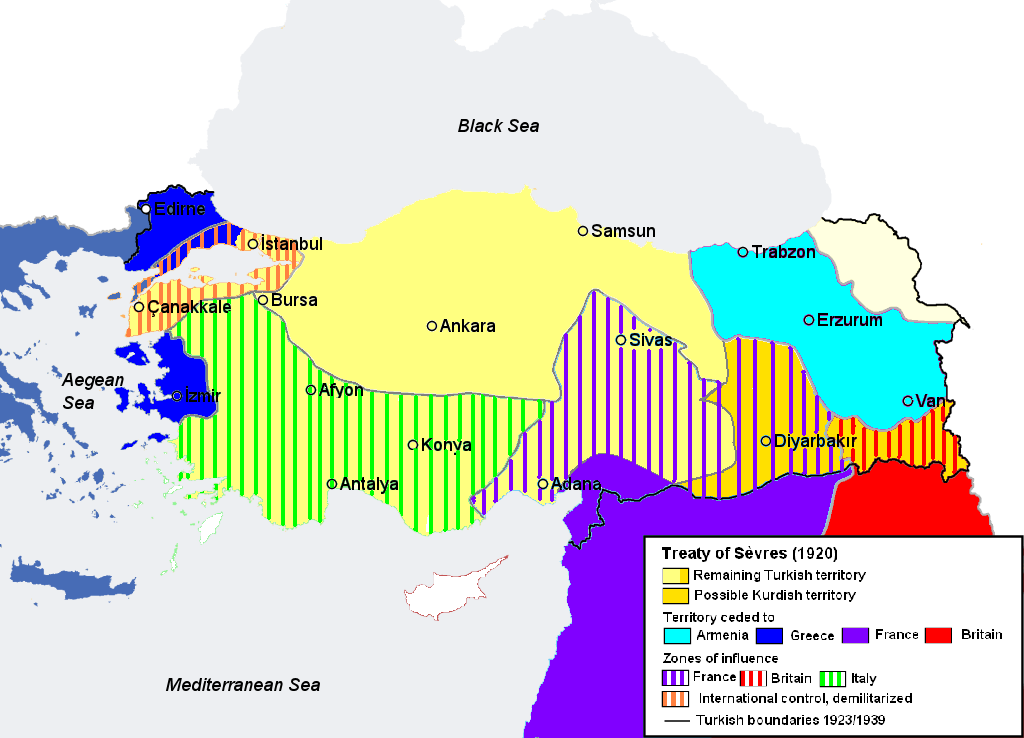
Grenzziehung und Interessensphären nach dem Vertrag von Sèvres 1920

Der Vertrag von Lausanne wurde am 24. Juli 1923 zwischen der Türkei sowie Großbritannien, Frankreich, Italien, Japan, Griechenland, Rumänien und dem Königreich der Serben, Kroaten und Slowenen im Palais de Rumine geschlossen. Tagungsort der Verhandlungen war das Schloss Ouchy.
Mit diesem Vertrag konnte die Türkei, nachdem sie 1922 den Griechisch-Türkischen Krieg gewonnen hatte, die Bestimmungen des nach dem Ersten Weltkrieg abgeschlossenen Vertrags von Sèvres teilweise nach ihren Vorstellungen revidieren.
Das Abkommen legalisierte nachträglich die vollzogene Vertreibung von Griechen bzw. Türken. Die aktuelle Grenze zwischen Griechenland und der Türkei hat ihren Ursprung in diesem Vertrag, obwohl es bis in die heutige Zeit Territorialkonflikte zwischen Griechenland und der Türkei gibt.

## Inhalt des Vertrages

Alte Grenzziehung nach dem Vertrag von Sèvres 1920

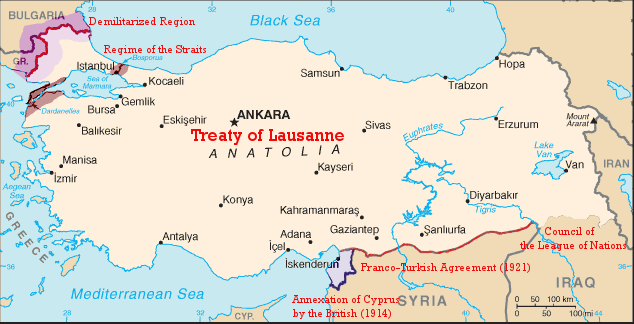
Neue Grenzziehung nach dem Vertrag von Lausanne 1923

Die Friedensgespräche waren am 30. November 1922 vom Völkerbund, repräsentiert durch Fridtjof Nansen, initiiert worden, der am 1. Dezember 1922 in Lausanne eintraf. Nach der Eröffnungszeremonie im Lausanner Casino de Montbenon bereits am 20. November 1922 fand am 2. Dezember die erste Sitzung statt, am 28. Dezember folgte die zweite Sitzung. Ein bedeutender Zwischenschritt war die am 30. Januar 1923 vereinbarte Konvention zum Bevölkerungsaustausch zwischen Griechenland und der Türkei (siehe unten). Vom 4. Februar bis 23. April 1923 pausierten die Gespräche.
Laut Vertrag erhielt die Türkei Ost- und Südostanatolien (Ostanatolien war im Vertrag von Sèvres für Armenien vorgesehen gewesen), Ostthrakien (seitdem der europäische Teil der Türkei) sowie Izmir (griechisch Smyrna). Griechenland behielt Westthrakien.
Die Türkei stimmte nachträglich der bereits am 5. November 1914 proklamierten Annexion Zyperns durch Großbritannien zu, bis zu dieser Zustimmung hatte Zypern formal noch zur Türkei gehört. Zudem gab die Türkei ihre Ansprüche gegenüber Ägypten und dem Sudan auf.
Des Weiteren wurde die italienische Besetzung rund um Antalya revidiert. Im Gegenzug erkannte der türkische Staat die italienische Souveränität über den Dodekanes und Libyen an, die als Ergebnis des Osmanisch-Italienischen Krieges an Italien gefallen waren.
Der Vertrag bestimmte die Religionszugehörigkeit als Kriterium für die nationale Zugehörigkeit und damit für die Umsiedlung. Er regelte im Abschnitt über den Minderheitenschutz (Artikel 37–45) die Rechte der verbleibenden nicht-muslimischen Minderheiten in der Türkei sowie der muslimischen Minderheiten in Griechenland. In der Türkei wurden Juden, Griechen und Armenier als Minderheiten anerkannt. Sie sollten in der Türkei dieselben Bürgerrechte haben wie die muslimischen Türken.
Am 6. August 1923 wurde im Hotel Beau-Rivage Palace der Amerikanisch-Türkische Vertrag unterzeichnet. Stellvertretender Leiter der türkischen Delegation war Rıza Nur.

### Die Rolle der Schweiz als Gastgeberland
Am Rande der Verhandlungen nutzte der antikommunistische Russlandschweizer Moritz Conradi am 10. Mai 1923 die Anwesenheit der sowjetischen Delegation für einen politischen Mord an Wazlaw Worowski. Die Tat wurde als Conradi-Affäre bekannt.
Die Schweizer Regierung und die Wirtschaftsverbände nutzten die Verhandlungen auf ihrem Boden für Gespräche des für die Bank Credit Suisse tätigen Julius Frey mit der türkischen Delegation über Eisenbahnkonzessionen und Staatsschulden. 1914 waren 1411 Schweizer im Osmanischen Reich niedergelassen. Ihre Wirtschaftsinteressen bestanden in der Türkei fort. Auch der Wirtschaftsvertreter und Faschist Arthur Fonjallaz wurde vorstellig. Mustafa İsmet Pascha war am 26. Juli 1923 Staatsgast in Bern. Nestlé produzierte ab 1927 auch in der Türkei (Feriköy in Istanbul) Schokolade.

## Konvention über den Bevölkerungsaustausch zwischen Griechenland und der Türkei
Die am 30. Januar 1923 zwischen Griechenland und der Türkei vereinbarte Konvention zum Bevölkerungsaustausch war Teil des Vertrags von Lausanne (gemäß Artikel 142).

### Inhalt der Konvention
Auf Grund dieser Konvention wurden die in Kleinasien ansässigen türkischen Staatsangehörigen griechisch-orthodoxen Glaubens (zumeist gebürtige Griechen), aber auch Türken christlichen Glaubens (etwa 1,5 Millionen) nach Griechenland ausgewiesen, die griechischen Staatsangehörigen muslimischen Glaubens (ca. 0,5 Millionen, zumeist gebürtige Türken und Griechen, die zum Islam konvertiert hatten) mussten in die Türkei auswandern.
Ausgenommen vom Bevölkerungsaustausch waren insgesamt 110.000 Griechen in der Türkei und 106.000 Türken in Griechenland:
- die alteingesessene griechische und griechisch-orthodoxe Bevölkerung Istanbuls (offiziell als Rum bezeichnet).
- die Westthrakientürken (Türken, Pomaken und Xoraxane-Roma östlich der 1913 im Vertrag von Bukarest festgelegten Grenzlinie). Sie sollten als muslimische Einwohner Westthrakiens in Griechenland bleiben. Griechenlands Ansprechpartner für diese drei Ethnien ist seitdem die Türkei.
- die Bevölkerung der Inseln Imbros/Gökçeada und Tenedos/Bozcaada. (Dieser Punkt war noch kein Bestandteil der Konvention vom 30. Januar, aber Teil des Hauptvertrages, Artikel 14.)[6]

Außerhalb der Konvention und des Vertrags von Lausanne wurden weitere Bevölkerungsgruppen vom Bevölkerungsaustausch ausgenommen:
- Nach Verhandlungen zwischen Griechenland und Albanien, die sich bis 1926 hinzogen, wurden die muslimischen Çamen in der Region Epirus ausgenommen, deren albanische Nationalität schließlich anerkannt wurde.[7]
- arabischsprachige Orthodoxe, die nicht dem Istanbuler Patriarchat unterstanden[8]
- Nicht betroffen waren weiter Bewohner derjenigen heutigen griechischen bzw. türkischen Gebiete, die 1923 noch nicht zu Griechenland bzw. der Türkei gehörten. Dies sind
  - die Muslime von Rhodos und anderen Inseln der Dodekanes, als Italienische Ägäis-Inseln damals italienisches Territorium
  - Orthodoxe in der Provinz Hatay (Provinz) (damals zum französischen Mandatsgebiet Syrien gehörend)

### Einordnung

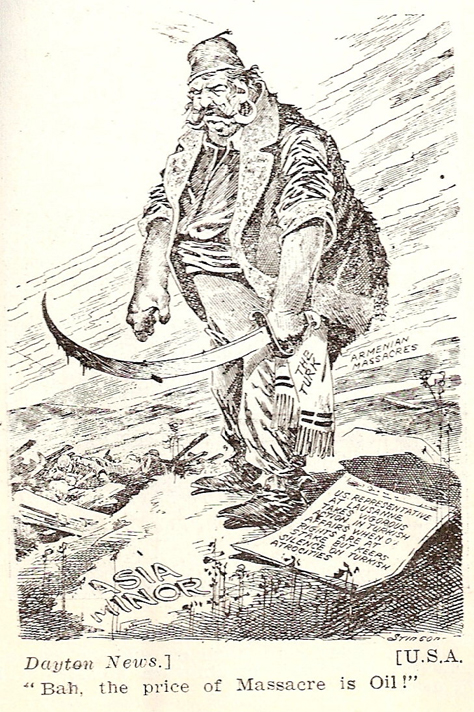
Karikatur darüber, dass die Türkei durch diesen Vertrag keine Verantwortung für den Völkermord an den Armeniern und Assyrern tragen muss.

Ziel des Bevölkerungsaustausches war es, die durch nationale Minderheiten ausgelösten Spannungen zu vermindern. So sollte der Frieden auf Basis klarer definierter Nationalitätengrenzen gesichert werden. Für viele Politiker jener Zeit wie auch für den Völkerbund galt Bevölkerungsaustausch als Paradigma für die friedliche Lösung ethnischer Konflikte. Bereits im Vertrag von Neuilly-sur-Seine im Jahre 1919 hatten Griechenland und Bulgarien einen Bevölkerungsaustausch vereinbart.
Allerdings brachte die Umsiedlung großes Leid über die Betroffenen: Sie verloren ihre Heimat und durften nur ihr bewegliches Eigentum mitnehmen, das durch die Konvention ausdrücklich geschützt war. Unbewegliches Eigentum wurde liquidiert und die Eigentümer entschädigt. Viele starben während der oft brutal durchgeführten Umsiedlungsmaßnahmen. Der größte Teil der zur Umsiedlung vorgesehenen Bevölkerungsgruppen war jedoch schon vor 1923 vertrieben und viele Angehörige der Minderheiten dabei ermordet worden.
Der britische Außenminister und führende Vertreter des Imperialismus George N. Curzon bezeichnete den Vertrag von Lausanne als „eine durch und durch schlechte und böse Lösung, für welche die Welt während der nächsten hundert Jahre noch eine schwere Buße werde entrichten müssen“.
David Lloyd George erklärte den Vertrag zu einer „erbärmlichen, feigen und schändlichen Kapitulation“ des Vereinigten Königreichs.
Die vom Bevölkerungsaustausch offiziell ausgenommenen Bevölkerungsgruppen in der Türkei und in Griechenland (siehe oben) konnten allein durch den Vertrag von Lausanne nicht vor Diskriminierung oder Anfeindungen geschützt werden. Auch von ihnen wanderten in den folgenden Jahrzehnten viele aus. In der Türkei bewirkte vor allem der Pogrom von Istanbul (1955) eine Vertreibung der Griechen aus Istanbul (siehe auch Nachwirken des Bevölkerungsaustauschs zwischen Griechenland und der Türkei).
Der Historiker Hans-Lukas Kieser stellte fest: „Lausanne billigte stillschweigend eine umfassende Politik der Vertreibung und Ausrottung hetero-ethnischer und hetero-religiöser Gruppen, was für deutsche Revisionisten und viele andere Nationalisten eine fatale Anziehungskraft hatte.“

### Nachwirkung
Im Vertrag von Montreux erhielt die Türkei am 20. Juli 1936 die volle Souveränität über die Meerengen zurück.
In den 1950er Jahren erklärte die Türkei in Bezug auf Zypern einseitig, dass der Vertrag von Lausanne hinfällig werde, wenn sich am Status Zyperns etwas ändere. Großbritannien hatte zuvor als Reaktion auf griechische Unabhängigkeitsbestrebungen der seinerzeit britisch beherrschten Insel erklärt, dass Zypern auch eine Angelegenheit der Türkei sei.
Im Rahmen eines Treffens mit Gemeindevorstehern Ende 2016 in Ankara stellte der türkische Staatspräsident Recep Tayyip Erdoğan den Vertrag von Lausanne aus dem Jahre 1923 erneut in Frage. Er sprach von „unfairen Bestimmungen“ und einer „Niederlage der Türkei“. Als Beispiel nannte er die griechischen Ägäis-Inseln, die in „Rufweite“ der Türkei liegen. Es gebe noch immer einen „Kampf darum, was ein Festlandsockel“ sei, „und welche Grenzen wir auf dem Land und in der Luft haben“, so der türkische Staatschef. Diejenigen, die sich damals an den Verhandlungstisch gesetzt hätten, so monierte er, seien den realen Umständen nicht gerecht geworden.
Nachdem der griechische Minister für Seefahrt und Inselpolitik Nektarios Santorinios in der ersten Januarwoche 2017 in einem an das Parlament überstellten Schreiben die Besiedelung 28 kleiner Inseln in der Ägäis angekündigt hatte, warnte das türkische Außenministerium durch seinen Sprecher Hüseyin Müftüoğlu in einer Bekanntmachung die griechische Regierung vor dieser Absicht. Am 14. Januar 2017 dementierte Minister Santorinios eine griechische Besiedlungsabsicht und bewertete die türkische Warnung als Einmischung in die inneren Angelegenheiten Griechenlands.

## Kurden, Armenier und Assyrer
Die Volksgruppen der Kurden, Armenier und Assyrer gelten als die großen Verlierer des Vertrags von Lausanne. Die Armenier und Assyrer waren in Lausanne zwar präsent, fanden aber bei den anderen Delegationen kein Gehör, und die Kurden waren als eigenständige Delegation gar nicht vertreten, sie wurden quasi subsumiert unter den Türken. Bei der Vertragsunterzeichnung war von einem armenischen Staat in Anatolien keine Rede mehr, und die Kurden wurden auf die vier Staaten Iran, Irak, Türkei und Syrien aufgeteilt. Der größte Teil fiel an die Türkei.
2023, hundert Jahre nach Unterzeichnung des Vertrags von Lausanne stellen die Kurden in der Türkei mit schätzungsweise 19 Prozent der Gesamtbevölkerung (ca. 15 Millionen) die größte ethnische Minderheit in der Türkei dar.

## Verschwörungstheorien
Der Vertrag von Lausanne hat in der Türkei zu einer Reihe islamistischer Verschwörungstheorien geführt, mit denen die türkische säkulare nationalistische Herrschaft der Nachkriegszeit diffamiert werden soll. So wurde beispielsweise behauptet, der Vertrag sei für ein Jahrhundert unterzeichnet worden und enthalte „geheime Artikel“ über den Abbau von Bodenschätzen durch die Türkei. Eine Verschwörungstheorie, die in den 2010er Jahren die Runde machte, besagte, dass der Vertrag im Jahr 2023 auslaufen würde und die Türkei dann Bor und Erdöl abbauen dürfe.

## Trivia
Der Schweizer Bundespräsident Pascal Couchepin schenkte der Türkei am 11. November 2008 bei einem Besuch des türkischen Staatspräsidenten Abdullah Gül den Tisch, an dem der Vertrag von Lausanne 1923 unterzeichnet worden war.